# ジェームズ・タウンゼント・マッケイ
ジェームズ・タウンゼント・マッケイ（英: James Townsend Mackay、1775年 – 1862年）は、スコットランド生まれのアイルランドの植物学者である。アイルランドで働いた。

## 略歴
スコットランド、ファイフシャーのカークカルディで生まれた。教区学校で学んだ後、庭師の訓練を受け、スコットランドで働いた後、1803年にアイルランドに渡った。1804年から1805年の間、西アイルランドを訪れ、翌年、王立ダブリン協会紀要に『アイルランドの希少植物目録』（"Catalogue of the Indigenous Plants of Ireland"）を発表し、1825年に増補改訂し、王立アイルランドアカデミーの会報に『アイルランドの固有植物目録』（"Catalogue of the Indigenous Plants of Ireland"）として発表した。1836年に"Flora Hibernica"を出版した。この著書の隠花植物の部分はウィリアム・ヘンリー・ハーヴィーが担当した。
ダブリンのトリニティ・カレッジの学長が植物園の開設を決めた時、マッケイは最初の学芸員に任じられ、その職を1806年から没するまで続けた。学芸員になってすぐロンドン・リンネ協会の准会員に任じられ、1850年にダブリン大学は学位（LL.D.）を授与した。1860年に健康を害し、1862年に没した。
いくつかの新種を発見し、ジェームズ・エドワード・スミスの著作、"English Botany"に貢献した。マッケイの標本はダブリンで保存されている。
キツネノマゴ科の属名、Mackayaや、ツツジ科の種Erica Mackaianaに献名されている。

## 著作
- Flora Hibernica: comprising the Flowering plants, Ferns, Caraceae, Musci, Hepaticae, Lichenes and Algae of Ireland.(William Curry Jun and Company, Dublin, 1836).  Full text.